# Ираклий (брат Тиверия III)
Ираклий (греческий: Ἡράκλειος) — брат византийского императора Тиверия III и один из главных полководцев его правления. Он сумел нанести поражения арабам в Сирии и Киликии, но ему не удалось освободить Армению от арабов. Позже не смог остановить Юстиниана который вошёл в Константинополь и низложил его брата. После этого Тиберий и Ираклий были казнены.

## Биография

### Жизнь до воцарения брата
Ранняя жизнь неизвестна. Имя брата Алсимар вероятно германского происхождения. После неудачной экспедиции на Карфаген, опасаясь гнева императора Леонтия, солдаты убили Иоанна Патриция и провозгласили брата Ираклия — Тиверия III императором. Он осадил Константинополь, из-за того что местные архонты не поддержали Леонтия, начали тайные переговоры с Тиверием и открыли ему ворота. Леонтий был низложен, лишён носа и сослан в монастырь.

### При правлении брата
После воцарения, Тиверий назначил Ираклия патрикием и главнокомандующим анатолийских фем. Вскоре его армия перешла перевалы Таврских гор и вошла в Сирию, разгромив арабскую армию из Антиохии. Ираклий продолжил набег и дошёл до Самосаты, после чего весной 699 года вернулся. Этот набег спровоцировал арабов начать серию военных кампаний, в результате чего Армения оказалась полностью захвачена; у Ираклия не было достаточно сил чтобы ответить эффективно. 
В 702 году армяне начали крупномасштабное восстание против арабов, и попросили византийцев о помощи. В 704 году, в то время, когда арабы обезопасили тыл и начали подавлять восстание, Ираклий со своей армией вошёл в Киликию, как отвлекающий манёвр, и разгромил арабов в битве при Сисиуме. Большинство арабов погибло в битве, а выживших пленных отправили в Константинополь. Однако несмотря на это арабы смогли вернуть Армению.

### Падение и смерть
Тем временем, свергнутый ещё Леонтием, Юстиниан II, сбежал из своей ссылки в Крыму бежал к хазарам. Тиверий III попросил выдать Юстиниана, но тот бежал к булгарам. Юстиниан II попросил хана Тервеля помочь ему возвратить престол, и осенью 704 года подготавливался поход во Фракию. Тиверий III отозвал брата с Востока и направил во Фракию. Там он должен был противостоять Юстиниану и Тервелю, но силы последних обошли армию Ираклия, и Юстиниан вошёл в Константинополь. Перед этим Тиверию III удалось бежать в Созополь, где он присоединился к армии брата. Однако их солдаты стали дезертировать и оба брата были схвачены войсками Юстиниана. После парада в Константинополе, где они маршировали в цепях, Ираклий и другие его офицеры были повешены на городских цепях. Тиверий и Леонтий были казнены.